# Kato Tomoe
Kato Tomoe (加藤 與惠, sinh ngày 27 tháng 5 năm 1978) là một cựu cầu thủ bóng đá nữ người Nhật Bản.

## Đội tuyển bóng đá nữ quốc gia Nhật Bản
Kato Tomoe thi đấu cho đội tuyển bóng đá nữ quốc gia Nhật Bản từ năm 1997 đến 2008.

## Thống kê sự nghiệp
| Nhật Bản  | Nhật Bản | Nhật Bản |
| Năm       | Trận     | Bàn      |
| --------- | -------- | -------- |
| 1997      | 7        | 0        |
| 1998      | 9        | 0        |
| 1999      | 13       | 0        |
| 2000      | 1        | 0        |
| 2001      | 4        | 0        |
| 2002      | 9        | 0        |
| 2003      | 14       | 2        |
| 2004      | 11       | 0        |
| 2005      | 9        | 1        |
| 2006      | 16       | 2        |
| 2007      | 17       | 2        |
| 2008      | 4        | 1        |
| Tổng cộng | 114      | 8        |

## Bàn thắng quốc tế
| #  | Ngày                 | Địa điểm                                                 | Đối thủ           | Bàn thắng | Kết quả | Giải đấu                            |
| -- | -------------------- | -------------------------------------------------------- | ----------------- | --------- | ------- | ----------------------------------- |
| 1. | 9 tháng 6 năm 2003   | Sân vận động Rajamangala, Băng Cốc, Thái Lan             | Philippines       | 14–0      | 15–0    | Giải vô địch bóng đá nữ châu Á 2003 |
| 2. | 11 tháng 6 năm 2003  | Sân vận động Rajamangala, Băng Cốc, Thái Lan             | Guam              | 1–0       | 7–0     | Giải vô địch bóng đá nữ châu Á 2003 |
| 5. | 30 tháng 11 năm 2006 | Sân vận động Grand Hamad, Doha, Qatar                    | Jordan            | 12–0      | 13–0    | Đại hội Thể thao châu Á 2006        |
| 6. | 7 tháng 4 năm 2007   | Sân vận động Quốc gia, Tokyo, Nhật Bản                   | Việt Nam          | 2–0       | 2–0     | Vòng loại Thế vận hội Mùa hè 2008   |
| 7. | 4 tháng 8 năm 2007   | Sân vận động Lạch Tray, Hải Phòng, Việt Nam              | Việt Nam          | 2–0       | 2–0     | Vòng loại Thế vận hội Mùa hè 2008   |
| 8. | 31 tháng 5 năm 2008  | Sân vận động Thống Nhất, Thành phố Hồ Chí Minh, Việt Nam | Đài Bắc Trung Hoa | 8–0       | 11–0    | Cúp bóng đá nữ châu Á 2008          |